# Обиквелу, Фрэнсис
Фрэнсис Обиора Обиквелу (англ. Francis Obiorah Obikwelu; род. 22 ноября 1978, Онича, Анамбра) — португальский легкоатлет, бегун на короткие дистанции.
Родился в нигерийском городе Онича. До 14 лет занимался футболом, пока один из тренеров не предложил ему заняться лёгкой атлетикой. После двух лет тренировок он принял участие в чемпионате мира среди юниоров 1994 года на дистанции 400 метров, на которой дошёл до полуфинала, в котором занял 5-е место с результатом 46,79. В 1994 году вместе с семьёй эмигрировал в Португалию, хотя на соревнованиях выступал под нигерийским флагом. 
Первых серьёзных успехов добился в 1996 году, когда стал двукратным чемпионом мира среди юниоров на дистанциях 100 и 200 метров. На Олимпийских играх в Атланте принял участие в беге на 200 метров, где смог дойти до полуфинала. В 1997 году в составе сборной Нигерии стал серебряным призёром в эстафете 4×100 метров на чемпионате мира в Афинах. На чемпионате мира 1999 года взял бронзу в беге на 200 метров — 20,11. На играх в Сиднее вновь побежал дистанцию 200 метров, но также не смог пройти дальше полуфинала. 26 октября 2001 года получил португальское гражданство, и с тех пор стал выступать за свою новую родину. На Олимпийских играх 2004 года сотворил настоящую сенсацию. В финальном забеге на 100 метров он занял второе, показав результат 9,86 с. На финише он всего 1 сотую долю секунды проиграл американцу Джастину Гэтлину, и 0,01 сек выиграл у победителя прошлых игр Мориса Грина. В результате этого забега он установил рекорд Европы. На Олимпийских играх 2008 года принял участие на дистанции 100 метров, где дошёл до полуфинала. 
Лучший легкоатлет Европы в 2006 году. Выступал за спортивный клуб «Спортинг». 
В 2014 году выступает на мемориале братьев Знаменских на 100-метровой дистанции.

## Личные рекорды
- 100 метров — 9,86
- 200 метров — 19,84